# Teatro di Eraclea Minoa
Il teatro di Eraclea Minoa è un teatro greco dell'antica città di Eraclea Minoa sito nell'area archeologica di Cattolica Eraclea, comune italiano del libero consorzio comunale di Agrigento in Sicilia.
Il diametro della cavea misura 50,6 metri.